# Château-Thierry csata
A Château-Thierry csatát a hatodik koalíciós háború idején, 1814. február 12-én vívták a Napóleon és Ney vezette francia erők Yorck és Blücher parancsnoksága (orosz források szerint Osten-Sacken) alatt álló orosz–porosz seregek ellen.
A hatnapos hadjárat hatásos taktikai győzelmei után a francia császár egy utolsó döntő csapást próbált mérni a porosz erőkre, ezzel a hatodik koalíció csapatait kiűzve hazája földjéről. Napóleon a York irányította porosz erőkre csapott le a Marne folyó mellett Château-Thierry-nél.
A császár két részre osztotta a seregét, az egyik Ney irányítása alatt a Montmirail – Château-Thierry közötti úton haladt előre, a másik seregrészt saját maga vezette egy bekerítő mozdulatot tett, hogy oldalba kapja a szövetségek erőit. 
Ney marsallt vezetésével a franciák áttörték Blücher sorait nagy veszteséget okozva nekik. A támadásuk a számukra váratlan helyen álló porosz tüzérségen akadt el, ezt követően York rendezett sorokban visszavonta seregét az útra. Kilenc ágyújuk és a hadfelszerelés egy része a franciák hadizsákmánya lett.

## Fordítás
- Ez a szócikk részben vagy egészben a Battle of Château-Thierry (1814) című angol Wikipédia-szócikk fordításán alapul.  Az eredeti cikk szerkesztőit annak laptörténete sorolja fel. Ez a jelzés csupán a megfogalmazás eredetét és a szerzői jogokat jelzi, nem szolgál a cikkben szereplő információk forrásmegjelöléseként.